# Hronský Beňadik
Hronský Beňadik (allemand : Sankt Benedikt, hongrois : Garamszentbenedek) est un village de Slovaquie situé dans la région de Banská Bystrica.

## Histoire
La première mention écrite du village date de 1075.

## Démographie

### Évolution de la population
| Année:               | 1994. | 2004.   | 2014.   | 2024.   |
| -------------------- | ----- | ------- | ------- | ------- |
| Nombre de personnes: | 1197  | 1228    | 1176    | 1071    |
| Différence:          |       | +2,58 % | -4,23 % | -8,92 % |

| Année:               | 2023. | 2024.   |
| -------------------- | ----- | ------- |
| Nombre de personnes: | 1086  | 1071    |
| Différence:          |       | -1,38 % |